# Hans Hartenbeck den yngre
Hans Hartenbeck den yngre, född 1631 i Västerås församling, begravd 8 april 1669 i Västerås, var en svensk domkyrkoorganist mellan 1650 och 1658 i Västerås församling.

## Biografi
Hans Hartenbeck döptes 1 juni 1631 i Västerås församling. Han var son till domkyrkoorganisten Hans Hartenbeck den äldre. Han blev 1650 domkyrkoorganist i Västerås församling, efter sin broder Michael Hartenbeck den äldre. Han arbetade även som vägare mellan 1659 och 1668. Hartenbeck godkände 1668 Frans Bohls nya orgel i Västerfärnebo kyrka. År 1660 beklagade sig biskop Olaus Laurelius över Hartenbecks olydnad och kyrkbrott. År 1661 talas det om att han ska flytta Arboga, men tycks ha stannat i Västerås. Han avled 1669 och begravdes där 8 april 1669.

### Familj
Hartenbeck gifte sig första gången 1654 med Lisbeta Johansdotter (död 1655). Han gifte sig andra gången 1659 med Anna (1634–1670). Fick med sina två hustrur sju barn varav en vid namn Adolf Hartenbeck, som gifte sig 1689 med Kerstin Eriksdotter.